# Caricea eludens
Caricea eludens är en tvåvingeart som först beskrevs av Huckett 1965.  Caricea eludens ingår i släktet Caricea och familjen husflugor. Inga underarter finns listade i Catalogue of Life.